# Polizia ambientale
La polizia ambientale rientra tra le attività attribuite in via generale ad ufficiali ed agenti che svolgono funzioni di polizia giudiziaria (P.G.) nonché a coloro che svolgono compiti amministrativi di vigilanza e controllo.
Si occupa di tutte le attività di indagine riguardanti la tutela, la protezione e la salvaguardia dell'ambiente nel suo complesso.
Rientrano nelle sue competenze la protezione del paesaggio, il settore riguardante i rifiuti, la protezione degli animali sia di affezione, selvatici o esotici e la repressione e la prevenzione dei reati riguardanti le tematiche sopra citate.
I poteri di azione sono conservati interamente al pari degli altri corpi di Polizia.

## In Italia
I compiti della polizia ambientale in Italia erano assegnati fino al 31 dicembre 2016 al Corpo forestale dello Stato la cui competenza quasi bicentenaria ha contribuito alla creazione ed al mantenimento della variegata biodiversità del patrimonio italiano, tramite numerosi e precisi interventi sul territorio quali, rimboschimenti, creazione di parchi nazionali, manutenzione, controllo di tutti i reati connessi all'ambiente e opere idrogeologiche.
Successivamente compiti e professionalità sono transitate al Comando unità per la tutela forestale, ambientale e agroalimentare dell'Arma dei carabinieri, che già operava con alcuni reparti specializzati come il Comando carabinieri per la tutela ambientale, e alle Questure della Polizia di Stato.  
Anche i Corpi e servizi di polizia delle Regioni autonome hanno propri corpi di polizia ambientale e forestale.
Inoltre la Polizia Provinciale (dal 2015 , a seguito della legge 7 aprile 2014, n. 56 - c.d. "decreto Delrio" - nelle Provincie divenute Città Metropolitane la Polizia Metropolitana è subentrata all'ex Polizia Provinciale) si occupa anche di polizia ambientale e compiti annessi, esercitando attività specializzate di controllo, prevenzione e repressione degli eco-reati.
La Repubblica italiana ha emanato molteplici leggi e regolamenti che si occupano di tutela dell'ambiente, solo per citarne alcuni: il D.lgs 152/06 (rifiuti, aria, acque e suolo), la legge sulla caccia L. 157/1992, la legge sulla CITES L.150/1992, il D.P.R. 380/2001 sull'attività edilizia, la legge 353/2000 sugli incendi boschivi, a cui vanno aggiunte le legislazioni specifiche emanate dagli enti locali (regioni, province e comuni).
Inoltre, la Legge 20 luglio 2004 n.189, il D.lgs.  3 aprile 2006 n.152 e il R.D. 18 giugno 1933 n.773 (Testo Unico delle Leggi sulla Pubblica Sicurezza o T.U.L.P.S.) agli artt. 133 e 134, delegano anche  le Guardie Ecozoofile alle funzioni di Polizia Giudiziaria e Amministrativa limitatamente al contesto ambientale, ittico, venatorio e zoofilo. Le Guardie Ecozoofile Nazionali rivestono la qualifica di Pubblico Ufficiale ed Agente di Polizia Giudiziaria a tutti gli effetti di legge. 